# كونغجي وباتجي
كونغجي وباتجي (بالهانغول: 콩쥐 팥쥐) هي أسطورة وحكاية شعبية من عهد مملكة جوسون، وتُعرف الآن بأنها النسخة الكورية لقصة سندريلا، وهي مشابهة جدًا لها مع اختلافاتٍ بسيطة في التفاصيل، لكن الاختلاف الأكبر يظهر في نهاية القصة. وتحكي الأسطورة عن فتاة جميلة جدًا تدعى (كونغجي) تزوج والدها بامرأة قاسية لها ابنة قبيحة تدعى (باتجي)، تعامل المرأة وابنتها (كونغجي) بسوء وظلم حتى يختار الملك (كونغجي) للزواج، تغار (باتجي) بشدة فترمي (كونغجي) في النهر، فتعود روحها للانتقام من كل مارٍّ بذلك النهر حتى يعيدها الملك للحياة وينتقم لها. ترمز القصة إلى أن الأشخاص الصالحين المتفائلين دائمًا والذين يعملون بجد ليحققوا ما يتمنون سيكونون سعداء عاجلًا أم آجلًا.

## القصة
رُزق زوجان بطفلة جميلة جدًا أسموها (كونغجي)، وحين أكملت (كونغجي) 100 يوم من عمرها ماتت والدتها بمرض خطير، فعاشت وحدها مع والدها. بعد أن كبرت (كونغجي) أصبحت هي من تتولى كل أعمال المنزل، شعر والدها بالأسف على حالها فقرر أن يتزوج مجددًا. فتزوج حين كان عمرها 14 عامًا بامرأة قاسية لها ابنة قبيحة جدًا تدعى (باتجي)، ومن البداية ظهرت معاملة المرأة القاسية لـ(كونغجي)، حيث كانت تعطي الطعام الشهي لابنتها فقط، وكانت دائمًا ما تكلف (كونغجي) بالأعمال المنزلية الأصعب. لاحقًا توفي والدها، فأصبحت معاملة المرأة لـ(كونغجي) أسوء كثيرًا، فكانت تحرمها من الطعام وتجعلها ترتدي الملابس المقطوعة وتجبرها على القيام بأصعب المهام وأقذرها.
في أحد الأيام أمرت المرأة (كونغجي) بأن تحرث الحقل بمجرفة خشبية، كان الحقل كبيرًا جدًا وسرعان ما كسرت المجرفة، فظلت (كونغجي) تبكي خوفًا من أن تضربها المرأة. ظهرت لـ(كونغجي) بقرة وواستها وقامت بحرث الحقل بدلًا عنها، وحين انتهت البقرة أعطت (كونغجي) سلة مليئة بالتفاح كهدية. عادت (كونغجي) إلى المنزل حاملة سلة التفاح، وحين رأتها المرأة شعرت بغضب شديد لأنها كانت تتوقع أن تعود (كونغجي) وهي لم تنهِ حرث الحقل، فاتهمتها بأنها سرقت التفاح وأعطته كله لابنتها (باتجي) وتركت (كونغجي) دون عشاء.
في اليوم التالي أعطت المرأة (كونغجي) دلوًا ضخمًا مثقوبًا من الأسفل وأمرتها أن تملأه بالماء قبل أن تعود هي و(باتجي) من البلدة، لم تلاحظ (كونغجي) الثقب فاستمرت بمحاولة تعبئته ولم تنجح أبدًا، حتى ظهرت لها سلحفاة وقامت بسد الثقب فملأت (كونغجي) الدلو أخيرًا، حين عادت المرأة ورأت ذلك هاج غيظها وضربت (كونغجي) ضربًا مبرحًا.
مرَّت السنين على هذه الوتيرة حتَّى أعلن الملك في إحدى الأيام رغبته في الزواج، وجَّه دعوة لكل الفتيات لحفلٍ راقص، وسيكون لهن جميعًا فرصة الرقص معه حتَّى يختار الملكة. كانت المرأة تريد لابنتها (باتجي) أن تكون الملكة وخشيت أن تأخذ (كونغجي) فرصتها لجمالها، فأعطت (كونغجي) في يوم الحفل كيسًا ضخمًا من الأرز وأمرتها أن تقشره كلَّه قبل أن يعودا من الحفل. كانت (كونغجي) تريد الذهاب إلى الحفل فطلبت المساعدة من السماء، فنزلت منها عصافير وأنهت فورًا تقشير الأرز، وظهرت بعدهم جنية وألبست (كونغجي) ثوبًا جميلًا وحذاءً ملونًا متقن الصنع، وحمَلها أربعة رجال في جاما ('المحفة الكورية') إلى حفل الرقص.
الجميع أعجب بها بسبب جمالها الشديد، توجَّه الملك نحوها ليسألها عن اسمها، لكنها قبل وصول الملك لمحت زوجة أبيها وابنتها (باتجي) فأصابها الفزع وهربت، في نفس اللحظة كانت (باتجي) قد لمحتها وأخبرت أمها بذلك. حين عبورها الجسر في طريق عودتها تعثَّرت فسقط حذاؤها في مجرى الماء، لاحقًا وجد الملك الحذاء وتعهد بأن يتزوج صاحبته. دار خدم الملك بالحذاء على كل فتيات الأرض لكنه لم يناسب أيًّا منهن، حتى وصلوا إلى قرية (كونغجي) ووجدوها. أحضرت بسعادة الملابس التي حضرت بها الحفل وحذاءها وتزوجت الملك.
غارت (باتجي) غيرة شديدة من (كونغجي) لزواجها من الملك فرمتها في النهر، وانتحلت شخصيتها لتعيش مع الملك، عادت روح (كونغجي) للانتقام وأصبحت تطارد كل من يمر بجانب النهر أو عبره، حتى مرَّ رجل شجاع وواجه شبحها فحكت له كل شيء، فقام الرجل بنقل القصة إلى الملك. بعد سماعه للقصة توجَّه فورًا إلى النهر بحثًا عنها، توقع أن يجد جثتها هناك لكنه وجد زهرة لوتس ذهبية وقبَّلها فعادت (كونغجي) إلى الحياة.
حكم الملك على (باتجي) بالإعدام، وأمر الخدم بأن يقوموا بصنع صلصة من جثتها ويرسلوها إلى والدة (باتجي). أكلت الأم الصلصة بشراهة معتقدةً أنها هدية من ابنتها، لاحقًا أخبرها طباخ بالقصة كاملة ابتداءً من إعدام ابنتها (باتجي) وحتى الصلصة التي التهمتها، بعدها دخلت الأم في حالة إغماء ولم تستيقظ منها أبدًا.

## خصائص ومميزات الأسطورة
تناقلت الأجيال قصة الأختين كونغجي وباتجي فترةً طويلة قبل أن يتم تسجيلها ورقيًا لأول مرَّة، ولذلك هنالك اختلافات في تفاصيل القصة بين الحكايات في مناطق كوريا المختلفة، فمثلًا بعض الحكايات تقول أن ما ساعد (كونغجي) على تعبئة الدلو كان ضفدعًا وليس سلحفاة.
على الرغم من أن الجزء الأول من الحكاية (من ولادة كونغجي وحتى زواجها بالأمير) يُظهر تشابهًا كبيرًا مع قصة سندريلا المعروفة إلا أنَّ الجزء الثاني يُظهر بوضوح الطابع الكوري للحكاية، حيث يتجلى المعتقد الكوري ('كوون سون جينغ آك') في نيل (باتجي) وأمها ما يستحقَّانه جزاءً لما فعلاه بـ(كونغجي)، ينص المعتقد على أهمية تشجيع الفضيلة ومعاقبة الرذيلة.
رغم أن الحكاية تحوي كثيرًا من التفاصيل الخيالية إلا أن هنالك من يعتقد أنها حدثت بالفعل، تحديدًا في قرية دونسان في مدينة كيمجي-شي. فقد تناقلت بعض الحكايات أن القرية التي حدثت فيها القصة على شكل بقرة، وعند النظر إلى قرية دونسان نجد أنها على شكل بقرة. ويتم أيضًا ربط السلحفاة التي ساعدت (كونغجي) بسلحفاة قرية دونسان الحجرية.

## في السينما الكورية

### أفلام
- فيلم كونغجي وباتجي (1958)
- فيلم كونغجي وباتجي (1967)
- فيلم قصص رعب (2012)[5]

### مسلسلات
- مسلسل حبي باتجي My Love Patzzi
- مسلسل كل حبي All My Love